# Майкъл, братът на Джери
„Майкъл, братът на Джери“ (Michael, Brother of Jerry) е роман от Джек Лондон от 1917 г. В него авторът разказва за необикновената история на ирландския териер Майкъл, който се радва на любовта на господаря си, но попада в цирка, където изпитва нечовешките жестокости, съпътстващи дресурата на животните. Романът има уводна бележка от автора, в която той призовава публиката да се откаже от гледането на номерата с животни, знаейки какво предхожда тези номера. Романът е преведен на български език.